# Альтенбамберг
Альтенбамберг (нім. Altenbamberg) — громада в Німеччині, розташована в землі Рейнланд-Пфальц. Входить до складу району Бад-Кройцнах. Складова частина об'єднання громад Бад-Мюнстер-ам-Штайн-Ебернбург.
Площа — 7,53 км2. Населення становить 747 ос. (станом на 31 грудня 2020).

## Галерея

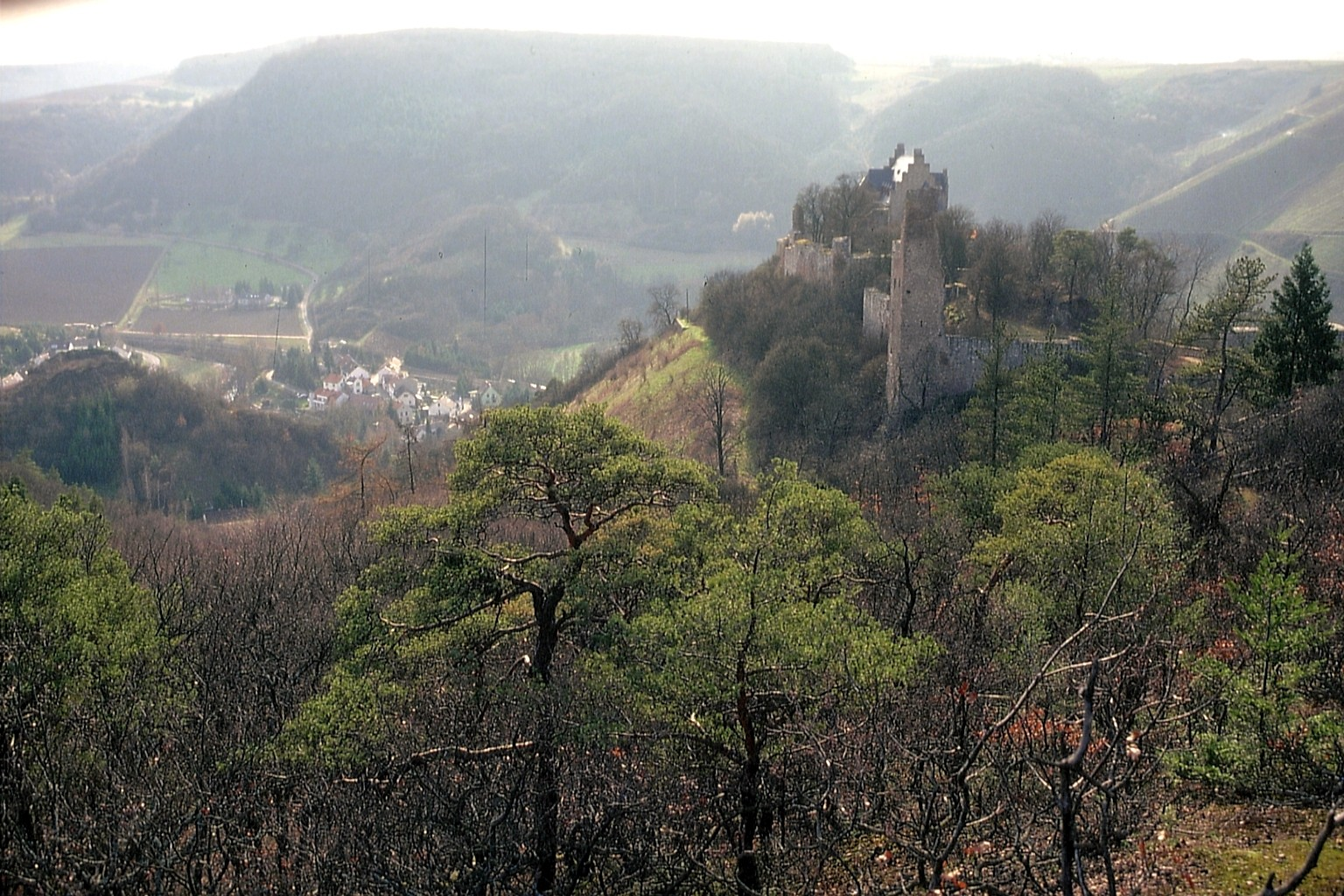